# 섹션라디오
섹션라디오는 SBS 러브FM에서 방송했던 라디오 프로그램이다.
2006년 5월 1일에 첫방송을 시작해 역대로 진행자와 시간대가 변경되어 방송됐으나 2020년 3월 29일 방송을 마지막으로 14년 만에 폐지되었다.

## 역대 방송시간
| 방송 채널  | 방송 기간                         | 방송 시간                    |
| ---------- | --------------------------------- | ---------------------------- |
| SBS 러브FM | 2006년 5월 1일 ~ 2008년 3월 28일  | 평일 아침 8:30 ~ 아침 9:00   |
| SBS 러브FM | 2008년 3월 31일 ~ 2009년 2월 27일 | 평일 아침 6:15 ~ 아침 7:00   |
| SBS 러브FM | 2009년 3월 1일 ~ 2011년 4월 3일   | 매일 아침 8:30 ~ 아침 9:00   |
| SBS 러브FM | 2011년 4월 9일 ~ 2014년 4월 13일  | 주말 아침 7:10 ~ 아침 9:00   |
| SBS 러브FM | 2014년 4월 19일 ~ 2015년 4월 26일 | 주말 아침 7:10 ~ 아침 8:30   |
| SBS 러브FM | 2015년 5월 2일 ~ 2016년 3월 27일  | 주말 아침 7:10 ~ 아침 8:20   |
| SBS 러브FM | 2016년 4월 2일 ~ 2020년 3월 29일  | 주말 오전 10:05 ~ 오전 11:00 |

## 역대 진행자
- 2006년 5월 1일 ~ 2006년 11월 3일 : 손범규
- 2006년 11월 6일 ~ 2017년 8월 27일 : 정석문
- 2017년 9월 2일 ~ 2020년 3월 29일 : 박광범

## 당시 청취 가능 지역
2016년 5월 10일부터 2018년 10월 14일까지를 제외하곤 이 프로그램은 수도권에서만 라디오를 통해 청취가 가능했으며, 다른 지역에서는 SBS 홈페이지의 러브FM 실시간 듣기 또는 인터넷 라디오 고릴라를 통해서만 청취가 가능했다.

## 당시 지역 민방 프로그램
| 프로그램              | 지역                 | 방송국 | 진행자 |
| --------------------- | -------------------- | ------ | ------ |
| 러브포텐 박민설입니다 | 부산광역시, 경상남도 | KNN    | 박민설 |